# Cádiz (stacja kolejowa)
Cádiz – stacja kolejowa w Kadyksie, w regionie Andaluzja, w Hiszpanii. Stacja posiada 4 perony.